# Быков, Дмитрий Евгеньевич
Дмитрий Евгеньевич Быков (род. 4 августа 1966, Куйбышев) ― российский инженер и педагог. Доктор технических наук, профессор. Ректор Самарского государственного технического университета с 2009 года.

## Биография
Родился 4 августа 1966 года в Куйбышеве (Самара). После окончания средней политехнической школы № 22 в 1983 году поступил на химико-технологический факультет Куйбышевского политехнического института им. В. В. Куйбышева и в 1988 году с отличием окончил его. После получения квалификации инженера химика-технолога поступил на кафедру «Технологии основного и нефтехимического синтеза» для работы в должности инженера. В 1990 году окончил специальное отделение по химии низких температур и в 1991 году защитил кандидатскую диссертацию по специальности «Химическая кинетика и катализ» в МГУ им. Ломоносова.
До 1993 года работал на кафедре «Технологии основного и нефтехимического синтеза» в должности старшего научного сотрудника. В сентябре 1995 года стал доцентом кафедры водоснабжения и водоотведения Самарского государственного архитектурно-строительного университета, одновременно продолжая руководить экспертной гидрохимической лабораторией.
В 2001 году был приглашен на должность заведующего кафедрой «Химическая технология и промышленная экология» в Самарский государственный технический университет. В этом же году под его руководством был создан Научно-аналитический центр промышленной экологии СамГТУ.
В 2004 году защитил докторскую диссертацию в Московском государственном строительном университете по специальности «Экология», в 2005 году ему было присвоено звание профессора.
В 2006 году стал деканом нефтетехнологического факультета. С декабря 2009 года и по настоящее время является ректором СамГТУ.
Опубликовал более 190 научных и учебно-методических работ. Является специалистом в области химической технологии и промышленной экологии. Более 15 лет является аттестованным экоаудитором и членом Российской экоаудиторской палаты. Под его руководством были защищены 2 докторских и 7 кандидатских диссертаций.
В течение 2006 и 2007 годов входил в состав рабочей группы по совершенствованию законодательства РФ в области обращения с отходами при комитете по науке, образованию, здравоохранению и экологии Совета Федерации Федерального Собрания РФ. Является членом Общественного совета при ГУВД по Самарской области, редактор журналов «Технополис Поволжья» и «Нефть. Газ. Новации». Владеет французским и английским языками.
6 марта 2022 года после вторжения России на Украину подписал письмо в поддержу российской агрессии. С 9 июня 2022 года находится под персональными санкциями Украины за поддержку войны. Также был внесён ФБК в список коррупционеров и разжигателей войны за поддержку нападения на Украину, 16 марта 2022 года форумом свободной России внесён в санкционный «Список Путина» с предложением введения против него международных санкций.
Женат, есть дочь.

### Награды
Имеет звания «Почётный работник высшего профессионального образования Российской Федерации» (2012) и «Заслуженный работник высшей школы Российской Федерации» (2014). Орден Почёта (2025).